# William Greeneberry Russell
William Greeneberry « Green » Russell (1818-1887) fut l'initiateur d'une expédition de 107 mineurs partis de Géorgie, qui découvrirent en juillet 1858 le premier gisement d'or important du Colorado, avec 622 grammes, sur le site de la ville actuelle de Denver, lançant la Ruée vers l'or de Pikes Peak.
Originaire de l'État de Géorgie, métis indien, il avait déjà travaillé dans des exploitations aurifères d'Auraria (Georgie) dans le comté de Lumpkin, sur façade ouest des Appalaches, en Géorgie, d'où il partit avec un groupe d'associés pour le Colorado.
Il avait auparavant travaillé neuf ans en Californie, à partir de 1848 et de la ruée vers l'or en Californie, qu'il avait rejointe par la piste de Santa Fé, comme les plus pauvres des prospecteurs, avec ses frères Levi et Oliver. Tous trois trouvèrent des petits boulots, à défaut d'or, pour payer le voyage de retour en 1857 mais il ne réussirent pas à rouvrir les mines d'Auraria (Georgie).
Un autre groupes de georgiens cherokee, parmi lesquels Lewis Ralston et le pasteur John Beck, n'avait pas trouvé d'or lors de la ruée vers l'or en Californie. Mais le 22 juin 1850, Lewis Ralston identifia un gisement sur le site de l'actuel Arvada, dans la banlieue de l'actuelle Denver, le Ralston Creek. John Beck conserva un journal personnel de ces recherches et en 1857, au moment de s'installer dans l'Oklahoma avec d'autres cherokee venus de Georgie, il écrivit aux membres du groupe pour leur proposer de repartir en prospection en retrouvant le site de Ralston Creek.
Marié à une femme de la tribu Cherokee, William Greeneberry Russell entendit par son intermédiaire les informations sur cette découverte. Il décida de monter une expédition. Les États-Unis sortaient d'une crise économique, la panique financière de 1857: il ne lui fallut pas longtemps pour trouver quelque soixante-dix associés, comprenant ses deux frères et six compagnons. Ils se mirent en marche au mois de février 1858. Parmi eux, 20 venaient de Géorgie et 50 de l'Oklahoma.
Certains n'avaient pu s'empêcher de bavarder en chemin : ils furent plus d'une centaine en arrivant à pied d'œuvre au début de juin. L'expédition atteignit le confluent de la South Platte (rivière) et de la Cherry Creek le 23 mai. Le site se nomme aujourd'hui Confluence Park à Denver. Mais au bout d'un mois, pas une once d'or n'avait été découverte! Le 4 juillet puis le 7 juillet, plusieurs groupes partirent. Il n'en resta que treize. Ils fondèrent ensuite Russelville, sur le site de l'actuelle Aurora, autre banlieue de l'actuelle Denver, corruption du nom d'Auraria (Georgie).
Leur ténacité paya : début juillet 1858 après plusieurs échecs, Green Russell et Sam Bates découvrirent environ 622 grammes d'or au niveau du Little Dry Creek. Ce site est aujourd'hui la banlieue de Denver nommée Englewood au nord de la jonction entre les routes U.S. Highway 285 et U.S. Highway 85. Un gisement riche mais de petite taille. Des trappeurs qui rentraient dans l'Est campèrent avec les prospecteurs et emportèrent quelques paillettes : la nouvelle, largement enflée par les journaux, se répandit dans le pays comme le feu dans une trainée de poudre.